# Peder Bang
Peder Bang († 23. Juni 1277) war 1254 bis 1277 Bischof von Roskilde.
Er wurde Nachfolger von Jakob Erlandsen, als dieser Erzbischof von Lund wurde. Er war der Schwestersohn von Jakob Erlandsen und sein treuester Anhänger. Sein Vater ist unbekannt.
Als König Christoph I. am 6. Februar 1259 den Erzbischof gefangen setzte, leistete Peder Bang heftigen Widerstand. Am 9. April 1259 verhängte er das Interdikt über sein Bistum, und im April desselben Jahres zog er mit dem Heer des Fürsten Jaromar II., seines Onkels, von Rügen nach Kopenhagen, eroberte es und zerstörte das Schloss.
Am 29. Mai 1259 starb König Christoph plötzlich in Ribe. Die Königinwitwe Margarete Sambiria mobilisierte die Bauern von Seeland, aber Jaromar fügte ihnen eine blutige Niederlage zu. In der nachfolgenden Auseinandersetzung belegte der Bischof sowohl den jungen König Erik Klipping als auch die Königinwitwe mit dem Kirchenbann. Jedoch musste er mit dem inzwischen freigelassenen Erzbischof außer Landes gehen. Dort musste er erleben, dass Papst Alexander IV. die Verwaltung seines Bistums seinem Widersacher Tyge von Arhus übertrug.
1268 zog er aller Wahrscheinlichkeit mit dem Erzbischof nach Rom, wo er mehrere Jahre blieb. Es schien ein Vergleich zwischen den Kontrahenten möglich zu werden. Auf dem Heimweg nach Dänemark wurde der Erzbischof im Februar 1274 auf Rügen ermordet. Peder Bang reiste allein weiter, und im Mai 1274 kam es zu einem Vergleich zwischen ihm und dem König.